# Viviane Lapointe
Viviane Lapointe est une femme politique canadienne, élue députée à la Chambre des communes du Canada lors des élections fédérales canadiennes de 2021. Elle représente la circonscription électorale de Sudbury en tant que membre du Parti libéral du Canada.

## Biographie
Lapointe est née à Elliot Lake, Ontario, où son père était mineur. Elle déménage ensuite dans le quartier de New Sudbury, où elle grandit, diplômée de l'École secondaire Macdonald-Cartier.
Elle travaille pour le ministère du Développement du Nord et des Mines avant de devenir plus tard directrice générale de Community Living Greater Sudbury.
En juin 2021, elle annonce son intention de solliciter l'investiture du Parti libéral du Canada pour les élections fédérales canadiennes de 2021, afin de remplacer le député libéral sortant Paul Lefebvre. Après avoir obtenu l'investiture de son parti, elle l'emporte dans sa circonscription aux élections de 2021 avec 34 % des voix,,.